# Matko Antolčić
Matko Antolčić (Bjelovar, 8. lipnja 1988.) je hrvatski slikar i grafičar. Slika sakralne motive.

## Životopis
Rodio se je u Bjelovaru. Osnovnu je školu pohađao u Čazmi. U Zagrebu je maturirao 2007. na grafičkom odsjeku Školi primijenjene umjetnosti i dizajna u Zagrebu, grafički odsjek, pod vodstvom prof. Jure Kokeze. Iste je godine upisao Akademiju likovnih umjetnosti u Zagrebu, također grafički odsjek. 2012. je godine završio preddiplomski sveučilišni studij Grafika u klasi izv. prof. Mirjane Vodopije, čime je dobio naslov sveučilišnog prvostupnika grafike. Iste 2012. godine upisao je diplomski studij Grafike, koji je diplomirao i stekao akademski naziv magistra grafike.
Samostalno je izlagao devet puta, jednom u inozemstvu, a isto toliko puta izlagao je na skupnim izložbama. 

## Vanjske poveznice
Mrežna mjesta
- matko-antolcic.from.hr, službeno mrežno mjesto